# HD 23127 b
HD 23127 b é um planeta extrassolar orbitando a estrela HD 23127, localizada a 320 anos-luz (99 parsecs) da Terra na constelação de Reticulum. É um gigante gasoso com uma massa mínima de 1,5 vezes a massa de Júpiter. Apenas a massa mínima é conhecida, uma vez que a inclinação é desconhecida. Sua órbita é bastante excêntrica e tem um período orbital de 1 214 dias e um semieixo maior de 2,4 UA.
A descoberta de HD 23127 b foi publicada em 2007 por O'Toole et al. no The Astrophysical Journal. O planeta foi descoberto usando o método da velocidade radial, que consiste em detectar variações na velocidade radial de uma estrela causadas pela influência gravitacional de um planeta em órbita.